# Rigalto
Il Rigalto è un torrente umbro, affluente in sinistra idrografica del fiume Nestore. Nasce in località Montali, nel comune di Panicale, a 388 m. s.l.m. e dopo 7 chilometri confluisce nel Nestore presso Tavernelle. Giudicato dall'ARPA Umbria come di qualità "sufficiente".

## Descrizione
Il torrente nasce e termina la propria corsa all'interno del territorio comunale di Panicale, in provincia di Perugia. L'andamento della portata è fortemente influenzato dalle precipitazioni stagionali. Ha quindi un carattere strettamente torrentizio. Ricco di acque in autunno (600 litri al secondo in media), ma privo di acque a partire dai mesi primaverili-estivi.